# Спомен-дом пророка Тарабића
Спомен-дом пророка Тарабића се налази у Кремнима, насељеном месту на територији града Ужица, удаљен три километра од центра насеља, на путу према планини Тари.  
Подигнут је у спомен пророцима из породице Тарабић, чије су визије забележене у познатом Креманском пророчанству. У дрвеној брвнари изложени су бројни сувенири и фотографије везане за Кремна и креманско пророчанство, а туристи могу да чују занимљиву причу о пророцима и самом селу које је у прошлости било важно туристичко средиште овог дела Србије.